# Józef Zwisłocki
Józef Jan Zwisłocki (ur. 19 marca 1922 we Lwowie, zm. 14 maja 2018 w Syracuse) – polski fizyk, specjalista psychoakustyki, pisarz naukowy. Profesor emeritus na uniwersytecie w Syracuse (Nowy Jork). Założyciel Instytutu Badań Zmysłowych Institute of Sensory Research w L.C. Smith College of Engineering and Computer Science, Syracuse University. Wnuk Ignacego Mościckiego.

## Młodość
Syn Tadeusza Zwisłockiego, inżyniera (później doktora) chemii oraz Heleny z Mościckich, córki późniejszego prezydenta Rzeczypospolitej Polskiej Ignacego Mościckiego.
W latach 1935–1939 był studentem w Gimnazjum i Liceum im. Sułkowskich w Rydzynie. Tam prof. Arkadiusz Piekara zainspirował go do studiowania fizyki. Już w laboratorium w Rydzynie prowadził badania dotyczące akustyki.
Po inwazji Polski przez wojska niemieckie i sowieckie, 17 września 1939 opuścił kraj razem z matką i dziadkiem. Przez Rumunię przedostali się do Szwajcarii. W 1940 wstąpił na Politechnikę Zurychu. W 1944 otrzymał dyplom inżyniera, a w 1948 doktorat. W latach 1944–1951 pracował jako asystent, później dyrektor Laboratorium Elektroakustyki przy Uniwersytecie Bazylejskim.

## Kariera w Stanach Zjednoczonych
- W 1951 przyjechał do USA gdy dostał pozycję asystenta Laboratorium Psychoakustyki w Uniwersytecie Harvarda.
- 1957 został profesorem Audiologii University of Syracuse[2]
- 1958 również mianowano go dyrektorem Laboratorium Bioakustycznego tejże szkoły.
- 1963 założył Laboratorium Kontaktów Zmysłowych, później zmieniony na Instytutu Badań Zmysłowych (Institute of Sensory Research)
- 1973 Został profesorem Zmysłów Komunikacji i równocześnie Dyrektorem Instytutu Nauk Funkcji Zmysłowych,
- 1984 Został profesorem neurologii

## Wybrane wyróżnienia i odznaczenia
- W 1985, otrzymał pierwszy medal Von Békésy Medal in Physiological Acoustics od Acoustical Society of America[3]
- W 1991 został wyróżniony tytułem doktora honoris causa przez Uniwersytet im. Adama Mickiewicza w Poznaniu[4]
- 2004 został wyróżniony dyplomem Doktora Nauk Ścisłych nadanym przez Syracuse University[3].

## Wynalazki
W 1970 wynalazł sztuczne ucho, które umożliwia stwierdzenie ilości prądu potrzebnego w słuchawce ażeby stworzyć pożądane natężenie głosu w uchu. Pod nazwą „Zwislocki Coupler”, zostało przyjęte jako standard narodowy.
Był autorem 13 patentów.

## Książki, referaty i artykuły
Opublikował książkę pt. Auditory Sound Transmission: An Autobiographical Perspective (ISBN 978-0-8058-0679-3 wyd.: Lawrence Erlbaum; 2002). Ponadto napisał ponad 200 innych prac naukowych w różnych językach.